# الدوري الأوروغواياني لكرة القدم 1927
الدوري الأوروغواياني لكرة القدم 1927 (بالإسبانية: Campeonato Uruguayo de Primera División 1927)‏ هو الموسم 25 من  الدوري الأوروغواياني لكرة القدم. أشرف على تنظيمه اتحاد أوروغواي لكرة القدم، وكان عدد الأندية المشاركة فيه  20، وفاز فيه رامبلا جونيورز.